# More studjonoe
More studjonoe (russisk: Море студёное, da.: Det iskolde hav) er en sovjetisk film fra 1954 af Jurij Jegorov.

## Handling
En gruppe pomoriske fiskere bliver angrebet af pirater og må tilbringe mere end et år på en øde ø. Mange anser dem som omkomne, men næsten alle overlever. 
Filmen er løst baseret på tidligere hændelser, hvor fire russiske jægere måtte tilbringe mere end seks år på den ubeboede ø Edgeøya i øgruppen Svalbard. Historien om de russiske jægere blev beskrevet i et essay i 1760 af den franske videnskabsmand Pierre Louis Leroy, der boede og arbejdede i Rusland.

## Medvirkende
- Nikolaj Krjutjkov som Aleksej Khimkov
- Valentin Gratjov som Vanja Khimkov
- Gennadij Judin som Stepan Sjaparov
- Elza Lezjdej som Varvara
- Mark Bernes som Okladnikov
- Anatolij Kubatskij